# Longchamp (Alta Marna)
Longchamp è un comune francese di 77 abitanti situato nel dipartimento dell'Alta Marna nella regione del Grand Est.

## Società

### Evoluzione demografica
Abitanti censiti